# ×Bromofestuca cojocnensis
Bromofestuca cojocnensis là một loài thực vật có hoa trong họ Hòa thảo. Loài này được Prodán mô tả khoa học đầu tiên năm 1937.